# San Salvador, Puebla
San Salvador är en ort i Mexiko.   Den ligger i kommunen Xiutetelco och delstaten Puebla, i den sydöstra delen av landet, 190 km öster om huvudstaden Mexico City. San Salvador ligger 1 749 meter över havet och antalet invånare är 2 371.
Terrängen runt San Salvador är huvudsakligen kuperad, men åt nordost är den bergig. Runt San Salvador är det ganska tätbefolkat, med 149 invånare per kvadratkilometer. Närmaste större samhälle är Teziutlan, 4,9 km väster om San Salvador. I omgivningarna runt San Salvador växer huvudsakligen savannskog.